# Sławoborze
Pour les articles homonymes, voir Sławoborze (gmina).
Sławoborze (Stolzenberg en allemand) est une localité polonaise, siège de la gmina rurale de Sławoborze située dans le powiat de Świdwin en voïvodie de Poméranie-Occidentale. Elle se trouve à environ 13 km au nord de Świdwin et 92 km au nord-est de la capitale régionale Szczecin.

## Géographie

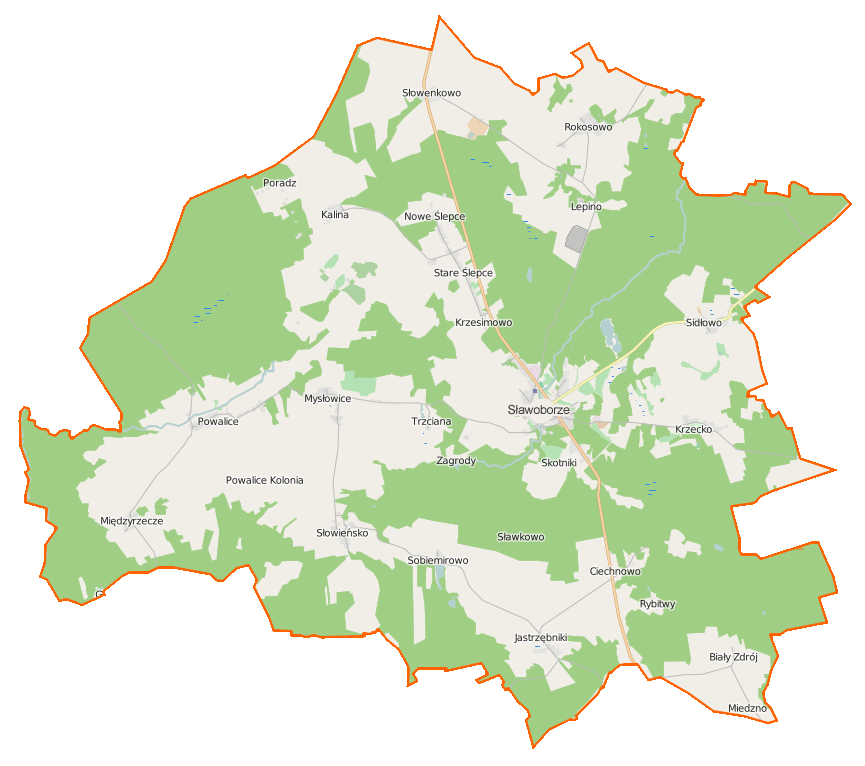
Carte de la gmina de Sławoborze.